# سد قدارة
سد قدارة هو سد بطول 6 كـم (4 ميل) يقع شمال غرب مدينة قدارة على واد بودواو بولاية بومرداس الجزائرية. شيد ما بين 1982 و 1987، ويستعمل أساسا في الري في بلدية الجزائر العاصمة.